# Estoloides
Estoloides is een kevergeslacht uit de familie van de boktorren (Cerambycidae). De wetenschappelijke naam van het geslacht werd voor het eerst geldig gepubliceerd in 1940 door Breuning.

## Soorten
Estoloides omvat de volgende soorten:
- Estoloides affinis Breuning, 1940
- Estoloides alboscutellaris Breuning, 1943
- Estoloides annulicornis Breuning, 1940
- Estoloides aquilonius Linsley & Chemsak, 1984
- Estoloides aurantius Martins & Galileo, 2010
- Estoloides basigranulata Breuning, 1943
- Estoloides bellefontainei Touroult, 2012
- Estoloides chamelae Chemsak & Noguera, 1993[2]
- Estoloides chiapensis Santos-Silva, Wappes & Galileo, 2018[3]
- Estoloides (Parestoloides) costaricensis Breuning, 1940  Breuning, 1940
- Estoloides dthomasi Santos-Silva, Wappes & Galileo, 2018[4]
- Estoloides esthlogenoides Breuning, 1943
- Estoloides fulvitarsis (Bates, 1885)
- Estoloides galapagoensis (Blair, 1933)
- Estoloides giesberti Santos-Silva, Wappes & Galileo, 2018[5]
- Estoloides grossepunctata Breuning, 1940
- Estoloides leucosticta (Bates, 1885)
- Estoloides longicornis Breuning, 1940
- Estoloides maesi Santos-Silva, Wappes & Galileo, 2018[6]
- Estoloides medioplagiata Vitali, 2007
- Estoloides modica Chemsak & Noguera, 1993
- Estoloides morrisi Santos-Silva, Wappes & Galileo, 2018[7]
- Estoloides nayeliae Santos-Silva, Wappes & Galileo, 2018[8]
- Estoloides noguerai Santos-Silva, Wappes & Galileo, 2018[9]
- Estoloides paralboscutellaris Breuning, 1971
- Estoloides pararufipes Breuning, 1974
- Estoloides parva Breuning, 1940
- Estoloides perforata (Bates, 1872)
- Estoloides prolongata (Bates, 1885)
- Estoloides pubescens Santos-Silva, Wappes & Galileo, 2018[10]
- Estoloides reflexa Breuning, 1940
- Estoloides rufipes Breuning, 1940
- Estoloides scabracaulis Chemsak & Noguera, 1993
- Estoloides schusteri Santos-Silva, Wappes & Galileo, 2018[11]
- Estoloides sordida (LeConte, 1873)
- Estoloides sparsa Linsley, 1942
- Estoloides strandiella Breuning, 1940
- Estoloides uyucana Santos-Silva, Wappes & Galileo, 2018[12]
- Estoloides vandenberghei Santos-Silva, Wappes & Galileo, 2018[13]
- Estoloides venezuelensis Breuning, 1942